# Etallonia
L'etallonia (gen. Etallonia) è un crostaceo estinto appartenente ai decapodi. Visse nel Giurassico superiore (Oxfordiano - Titoniano, circa 165 - 150 milioni di anni fa) e i suoi resti fossili sono stati ritrovati in Europa. 

## Descrizione
Questo animale, di aspetto vagamente simile a un gambero di fiume, possedeva un carapace cilindrico e appiattito lateralmente, e la sua lunghezza totale non raggiungeva i 5 centimetri. Il rostro era corto e privo di dentellature, mentre le prime due paia di zampe erano dotate di chele; il primo paio era molto più robusto e grande del secondo paio, con chele corte e massicce e dotate di un "dito" mobile più lungo e ricurvo di quello fisso (al contrario dell'affine Magila, con le dita di egual misura). Le antenne cefaliche erano estremamente allungate. 

## Classificazione
I fossili di Etallonia, ritrovati per la prima volta nel ben noto giacimento di Solnhofen in Baviera, vennero descritti nel 1839 e vennero inizialmente attribuiti al genere affine Magila. Solo in seguito, nel 1861, Oppel li considerò abbastanza distinti da essere attribuiti a un genere distinto, Etallonia appunto; le principali differenze riguardano il numero di pereiopodi chelati e la forma delle chele del primo pereiopodo. Di Etallonia si conoscono varie specie: la più antica, E. subtilis, è nota nell'Oxfordiano della Polonia, mentre E. isochela proviene dal Kimmeridgiano della Gran Bretagna. Le altre tre specie (E. longimana, E. hoellorum ed E. raineralberti) provengono dai calcari litografici di Solnhofen, dove sono comunque molto rare. Sia Etallonia che Magila appartengono alla famiglia Axiidae (infraordine Thalassinidea), rappresentata anche da forme attuali.